# The Independent - Complotto per la Casa Bianca
The Independent - Complotto per la Casa Bianca (The Independent) è un film thriller politico del 2022 diretto da Amy Rice. Il film incentrato su una giornalista che scopre una cospirazione che potrebbe influenzare i risultati delle imminenti elezioni presidenziali vede tra i protagonisti Jodie Turner-Smith, Brian Cox, Ann Dowd e John Cena.

## Trama
Elisha "Eli" James, giornalista del Washington Chronicle, racconta la storia secondo cui Nate Sterling, ex studente di Yale, medaglia d'oro olimpica e autore di best-seller, si candida come indipendente alle elezioni presidenziali. I suoi avversari sono l'attuale e impopolare presidente democratico in carica e la repubblicana Patricia Turnbull che, se eletta, sarebbe la prima donna presidente degli Stati Uniti. Eli fa amicizia con il suo idolo, Nick Booker. Gli dice di aver scoperto una cospirazione: Turnbull si sta appropriando indebitamente dei fondi della lotteria (nello specifico 1 dollaro ogni 1000 dollari) e li sta introducendo di nascosto nel suo Super PAC (comitato di azione politica) a spese delle scuole pubbliche del paese.
Verso la fine delle elezioni, Eli e Booker scoprono che l'autore della frode non è Turnbull ma Sterling. Parlano con Sterling e lo convincono a confessare il suo coinvolgimento. Nel frattempo, il padre di Eli muore di cancro. Un altro giornalista cerca di prendersi il merito del rapporto di Eli. Invece di pubblicarlo, il Washington Chronicle licenzia la giornalista. Eli e Booker decidono di fondare The Independent, per informare il popolo americano della verità. Pubblicano il rapporto su Sterling e lasciano il Washington Chronicle.

## Produzione
The Independent - Complotto per la Casa Bianca è una coproduzione tra Anonymous Content, Park Pictures e The Exchange. Nel 2013, la sceneggiatura del film di Evan Parter è finita su The Black List, un sondaggio annuale sulle sceneggiature più popolari che non erano ancora state prodotte. Secondo il sondaggio, che ha coinvolto oltre 250 dirigenti cinematografici, la sua sceneggiatura ha ricevuto venti voti come "migliore", insieme a Pox Americana di Frank John Hughes e Frammenti dal passato - Reminiscence di Lisa Joy.
Nel febbraio 2020, Amy Rice viene scelta come regista con Kumail Nanjiani che si unisce al cast. La Rice dichiara che la storia fonde due mondi di cui è molto appassionata, che sono il giornalismo e la politica. Ha citato The Newsroom di Aaron Sorkin, The War Room di Chris Hegedus e D. A. Pennebaker e House of Cards - Gli intrighi del potere come maggiori fonti di ispirazione. 
Nel settembre 2021, Jodie Turner-Smith, Brian Cox, John Cena e Kathy Bates si uniscono al cast, mentre Nanjiani lo lascia. A dicembre Ann Dowd prende il posto di Kathy Bates.
Le riprese principali previste per il novembre 2021 partono il mese successivo a New York City, intorno alla 24th Street e alla 6th Avenue.

## Distribuzione
Il film è stato distribuito sulla piattaforma Peacock il 2 novembre 2022.
In Italia invece il 16 ottobre 2024 sulla piattaforma Sky Originals.

## Accoglienza
Sul sito aggregatore di recensioni Rotten Tomatoes, il 35% delle 17 recensioni dei critici sono positive, con una valutazione media di 4,7/10. Metacritic, che utilizza una media ponderata, ha assegnato al film un punteggio di 48 su 100, sulla base di 6 critici, indicando recensioni "miste o medie".
Sebbene elogiato per la sceneggiatura ben scritta e i temi attuali, alcuni critici ritengono che il film manchi della qualità grintosa e incisiva spesso associata ai thriller politici. Alcuni sostengono che il conflitto di interessi sia rappresentato in modo troppo semplicistico e che il film perda l’opportunità di approfondire le questioni relative alla rappresentanza delle minoranze e alla responsabilità dei media.